# Clinteria liewi
Clinteria liewi är en skalbaggsart som beskrevs av Pavicevic 1987. Clinteria liewi ingår i släktet Clinteria och familjen Cetoniidae. Inga underarter finns listade i Catalogue of Life.